# Vadna
Vadna é um município da Hungria, situado no condado de Borsod-Abaúj-Zemplén. Tem 7,81 km² de área e sua população em 2015 foi estimada em 623 habitantes.